# 里哈德·谢赫尼
里哈德·谢赫尼（1971年10月19日—），斯洛伐克男子冰球运动员，场上位置是前锋。他曾代表斯洛伐克国家队参加2002年冬季奥林匹克运动会冰球比赛，获得第13名。